# Nexhip Vinçani
Nexhip Vinçani (ur. 10 sierpnia 1916 we wsi Vinçan k. Korczy, zm. 6 marca 1997 w Tiranie) – generał major armii albańskiej, zastępca szefa sztabu generalnego armii albańskiej, ofiara represji komunistycznych. 

## Życiorys
Był synem Kahremana Vinçaniego. Po ukończeniu szkoły powszechnej w rodzinnej miejscowości kształcił się w liceum francuskim w Korczy, w gimnazjum w Szkodrze, a następnie w Królewskiej Szkole Wojskowej w Tiranie. Agresja Włoch na Albanię zastała Vinçaniego w Rzymie, gdzie kształcił się na wydziale prawa miejscowego uniwersytetu. W 1941 przerwał studia i powrócił do Albanii dołączając do jednego z oddziałów ruchu oporu. Wspólnie z braćmi organizował w 1942 oddziały partyzanckie w okręgu Korcza. W 1943 został komendantem Okręgu Korcza Armii Narodowo-Wyzwoleńczej. Od sierpnia 1943 po reorganizacji oddziałów partyzanckich objął stanowisko dowódcy 4 Brygady Uderzeniowej. Na przełomie 1943/1944 wobec zagrożenia likwidacją Brygady Vinçani za zgodą dowództwa przeprowadził podległe mu oddziały w rejon Skraparu. Walczył we wschodniej części kraju, był ranny w bitwie o Pogradec, od września 1944 brał udział w bitwie o Tiranę.
Po zdobyciu władzy przez komunistów Vincani otrzymał awans na stopień generała majora i dowództwo dywizji stacjonującej w Peshkopii. Wkrótce potem został wysłany na studia do Akademii Sztabu Generalnego Woroszyłowa w Moskwie. Po powrocie do kraju objął stanowisko zastępcy szefa sztabu generalnego, a w 1956 objął stanowisko dowódcy obrony wybrzeża. W 1958 aresztowany i zdegradowany, a następnie zmuszony do pracy przy osuszaniu bagien w okolicach Fieru. W 1982 został uznany za wroga ludu. skazany na rok więzienia, a następnie internowany w okolicach Gramshu. Po upadku komunizmu działał w organizacjach kombatanckich – był inicjatorem powstania Zjednoczonej Organizacji Weteranów Armii Wyzwolenia Narodowego. Zmarł w Tiranie.
Był żonaty (żona Mamika). Pośmiertnie odznaczony orderem Nderi i Kombit (Honor Narodu). Imię Vinçaniego nosi jedna z ulic w Korczy.